# Gustavo Camillo Galletti
Gustavo Camillo Galletti (Firenze, 1805 – 1868) è stato un editore italiano.
Il suo nome è legato alla fondazione di una grossa biblioteca incunabolistica, ma fu anche editore (particolarmente pregevole la sua edizione del De civitatis Florentiae famosis civibus di Filippo Villani).
È sepolto nel Cimitero Monumentale della Misericordia dell'Antella, Comune di Bagno a Ripoli, provincia di Firenze.